# 欧洲新闻图片社
欧洲新闻图片社（epa，简称欧新社）是一家国际新闻图片社。欧新社在世界各地超过400名专业摄影师提供新闻，政治，体育，金融，艺术，文化以及娱乐等类别图片于欧新社图片服务内。欧新社的图片来源为其世界各地的摄影师和在欧洲各国占有领先地位的成员新闻和图片社之供图。所有图片经由设在美因河畔法兰克福的编辑总部传送至世界各地的客户与合作伙伴。

## 欧新社图片服务
欧新社享有以可靠，独立与独特图片报道之信誉。
欧新社的国际图片服务被其世界各地的股东成员，伙伴和多种媒体所使用。现今，欧新社的编辑服务达平均每天2,000张崭新图片。
欧新社图片服务配合客户的需求以人造卫星，文件传输协议或万维网传送。
欧新社新闻图片在中国大陆地区的业务，由中国综合性图库东方IC独家代理。

## 欧新社图片库
欧新社图片库追溯自1997年并拥有大约400万张图片。大部分的图片库可透過‘epa webgate’ （页面存档备份，存于）網站瀏覽。若有需求，欧新社也为客户和伙伴提供个人線上帳號。

## 历史
欧新社是由七家欧洲新闻社于1985年所成立。这七家欧洲新闻社（法国的法新社AFP，荷兰的ANP，葡萄牙的ANOP-现为LUSA，意大利的ANSA，比利时的belga，德国的德新社dpa和西班牙的埃菲通讯社EFE）当时的目的为设立一个有别于传统英美观点的图片服务。
初期的概念是为了让各股东成员新闻社互换彼此国内图片，当时的图片也包含了法新社和其它欧洲新闻社的国际图片。随着东欧逐渐开放跟至而来的是一个比较独立的机构。东欧市场的开放和前南斯拉夫战争导致欧新社在这些地区开始雇佣自己的摄影师。

### 欧新社的国际化和其股东成员
到了1995年，欧新社共有十位成员，增加了KEYSTONE-1985年，奥地利的APA-1986年，芬兰的Lehtikuva-1987年，瑞典的Pressensbild-1997年。挪威的Scanfoto（后为挪威Scanpix）和丹麦的Nordfoto（后为丹麦Scanpix）在1999年加入。波兰的pap于2001年加入欧新社。
2003年初期，在经过了广泛重组和法新社的离开后，欧新社成功地把其服务推广到了世界市场。接着于2003年，Lehtikuva，丹麦/挪威的Scanpix和Pressensbild（后为瑞典Scanpix）决定不继续成为欧新社股东但挪威，瑞典和丹麦Scanpix以斯堪的纳维亚Scanpix的名义继续与欧新社合作。
希腊的ANA（现为ANA-MPA）和匈牙利的mti分别在2004年和2005年加入成为欧新社股东。
今天，欧新社共有十一位股东成员，他们全是各别国家内的市场领导者：
- Athens News Agency-Macedonian Press Agency (ANA-MPA) in Greece
- Algemeen Nederlands Persbureau (ANP) in the Netherlands
- Agenzia Nazionale Stampa Associata (ANSA) in Italy
- Austria Presse Agentur (APA) in Austria
- Agencia EFE in Spain - 西班牙的埃菲通讯社
- KEYSTONE in Switzerland
- Lusa – Agência de Notícias de Portugal in Portugal
- Magyar Távirati Iroda (mti) in Hungary
- Polska Agencja Prasowa (pap) in Poland

## 竞争对手
欧新社的竞争对手为美联社，路透社和法新社/Getty Images。